# لیلیان لندور
لیلیان لندور (انگلیسی: Liliane Landor؛ زادهٔ ۱۹۵۶) روزنامه‌نگار و تهیه‌کننده لبنانی‌تبار اهل بریتانیا است. او از ۱۹۸۹ تا میانه ۲۰۱۶ در بی‌بی‌سی کار می‌کرد. آخرین جایگاه او در بی‌بی‌سی، ناظر زبان‌ها در سرویس جهانی بی‌بی‌سی بوده؛ جایی که او مسئول پخش رادیویی و تلویزیونی به ۲۷ زبان بوده است. او در ۲۰۱۴، پروژه صد زن بی‌بی‌سی را راه‌اندازی کرد. در نوامبر ۲۰۱۶، او به عنوان یکی از الهام‌بخش‌ترین و تاثیرگذارترین زنان سال ۲۰۱۶، در فهرست صد زن بی‌بی‌سی قرار گرفت در حالی که تم فهرست ۲۰۱۶، اعتراض بود.